# 栗原順子
栗原 順子（くりはら じゅんこ、旧姓:加納〈かのう〉、1973年6月29日 - ）は、日本の実業家。株式会社クリプロ代表取締役。広島テレビ（HTV）の元アナウンサー。ジュピターショップチャンネル『ショップチャンネル』の元キャスト。

## 人物
- 広島県広島市出身。
- 身長:161cm
- 血液型：A型
- 広島大学附属高校→早稲田大学法学部卒業
- ニックネームは「クリジュン」。
- 幼少の頃、アメリカに住んでいたことがある[3]。
- 大学時代はラクロス部だったという。
- 1996年-2000年まで広島テレビアナウンサーとして活躍。2000年に同局を結婚の為に退社。その後上京し、映画配給会社ギャガ・コミュニケーションズの広報[3]を経て、ジュピターショップチャンネル『ショップチャンネル』のキャストとなり2011年3月31日放送分をもって退職 。
- 性格:“お試し”好き、快楽主義。
- 特技:人の耳かきをすること。
- 趣味:新聞記事切り抜き。

## 来歴
- 大学時代は、ラクロス部の早朝練習後、泥んこのまま講義に出ていたことがあるという。
- 結婚して上京後、初めは通訳を目指していたという。それをし始めたある時、ショップチャンネルの通訳募集の紹介を受けた時、専門用語が多くて、本格的にそれを勉強を始めたばかりの彼女には少し厳しかったという。その後彼女が元広島テレビアナウンサーであることから、同局からキャストをやらないかという話を貰い、それから同局のキャストになったという経緯がある。
- 広島テレビのアナウンサー時代は、政治やスポーツを伝えていても、ただ、与えられた原稿を読むことに精一杯だったという。しかし、ショップチャンネルのキャストになってからは、「お客様が何を求めていらっしゃるか」「どのようにショーを進行して行ったらお客様にわかりやすいか」を自分で考えて伝えていくことを心がけているという。
- ショップチャンネルで彼女がキャストを担当したショーの中での芳しい販売記録の中には、2007年8月19日にその日のショップスターバリューとなった西川リビングの羊の抱き枕「メルくん」を、初登場のホワイトの携帯ストラップ付での特価販売で、わずか56分で15,000セットを完売したという記録がある。

- 2011年3月31日、17:00-18:00のプログラムを最後に、8年間に渡って[4]務めたジュピターショップチャンネル『ショップチャンネル』のキャスト（番組司会者）を卒業。
- 2011年5月、通販支援業務や通販サイトの運営を行うべく株式会社クリプロを設立。代表取締役に就任。社名「クリプロ」の由来は、create(創造) + propose(提案)するという意味から[1]。
- 2020年6月29日　株式会社 Crelabo　設立。　代表取締役に就任。

## クリプロ時代の出演
- 栗原順子のセレクトショッピング[5]

## 過去の主な担当番組

### 広島テレビ時代
- 進め!スポーツ元気丸
- こちらマル○生活研究所
- おはよう広島県